# Saint Marin
Pour les articles homonymes, voir Saint Marin (homonymie), Saint-Marin et Marin.
 (juillet 2024).
Saint Marin, en latin Sanctus Marinus (appelé aussi Marin du Mont Titano ou Marin de Rimini), diacre reclus, fut le fondateur en 301 d'une chapelle et d'un monastère dont sont plus tard issus la république de Saint-Marin. 

## Biographie

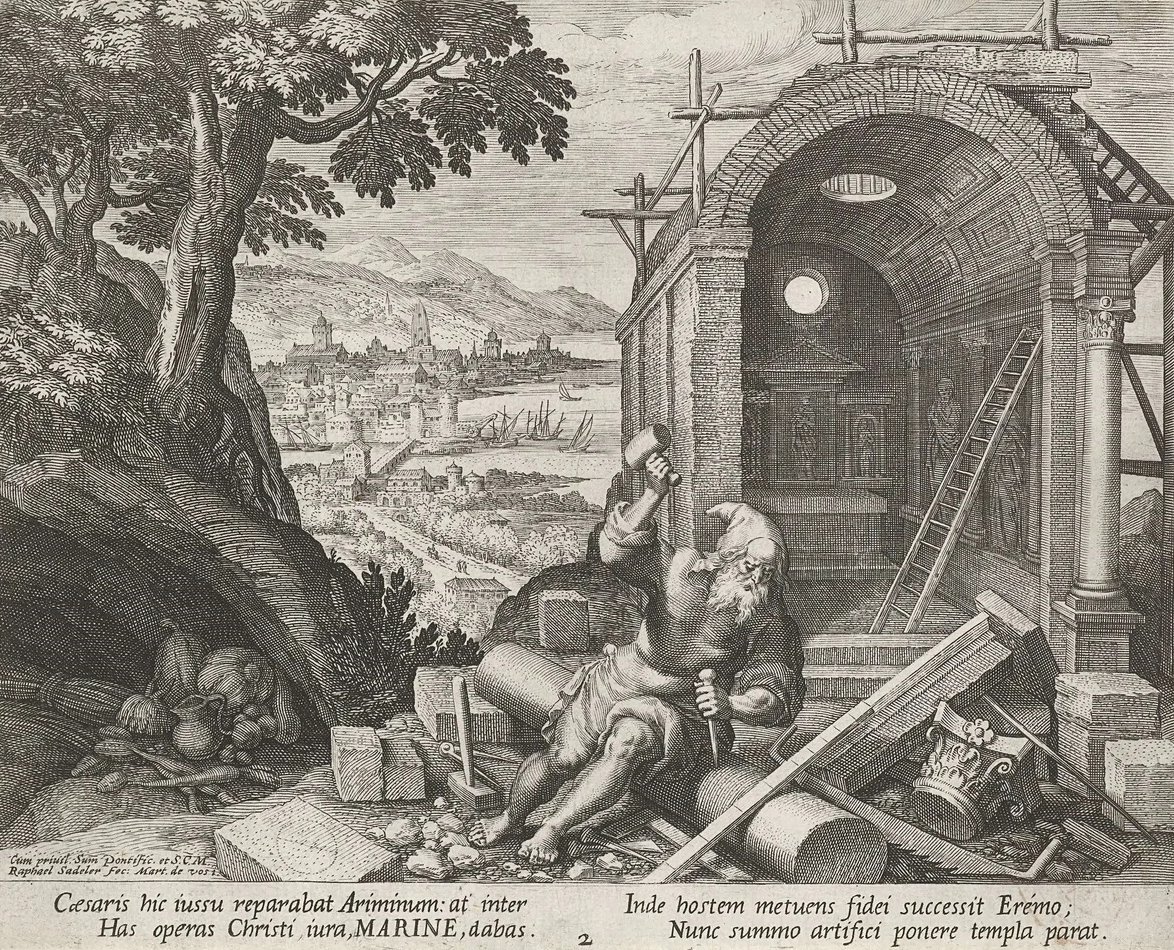
Saint Marin

Modeste tailleur de pierres, Marin quitta son île natale de Rab, en Dalmatie, pour s’installer dans la ville de Rimini en tant que maçon. Avant même que la grande vague de persécution contre les chrétiens initiée par l’empereur Dioclétien en 303 n’ait commencé, il se réfugia sur le Mont Titano où il devint ermite et où, bientôt un nombre grandissant de persécutés vinrent le rejoindre. La date officielle de naissance de cette communauté est conventionnellement fixée, aujourd’hui, au 3 septembre 301.
En 313, à la suite de l’édit de tolérance de Constantin et à la fin des persécutions, Marinus fut ordonné diacre par l’évêque de Rimini. Il meurt à l’automne de l’an 366. Ses dernières paroles : « Relinquo vos liberos ab utroque homine.  » (« Je vous laisse libres des autres hommes »), confortera l’établissement définitif de la communauté de Saint-Marin et la transformation de celle-ci quelques siècles plus tard en une république. 
C'est un saint chrétien fêté le 4 septembre.

## Liens
- Notice dans un dictionnaire ou une encyclopédie généraliste :   - Universalis
- Notices d'autorité :   - VIAF
  - GND